# Jemnický mikroregion
Sdružení obcí Jemnický mikroregion sdružuje obce v jihozápadní části okresu Třebíč, jihovýchodní části okresu Jindřichův Hradec a v jihozápadní části okresu Znojmo.
V mikroregionu leží několik kulturních a přírodních památek a zajímavostí, např. zámek Jemnice, židovské město v Jemnici a další.

## Obce sdružené v Mikroregionu
- Bačkovice
- Budkov
- Budíškovice
- Báňovice
- Chotěbudice
- Dešná
- Jemnice
- Jiratice
- Kdousov
- Korolupy
- Kostníky
- Lhotice
- Lomy
- Lovčovice
- Lubnice
- Menhartice
- Mladoňovice
- Oponešice
- Oslnovice
- Police
- Pálovice
- Radotice
- Rácovice
- Slavíkovice
- Štěpkov
- Třebelovice
- Třebětice
- Uherčice
- Vratěnín
- Vysočany